# Holmstrup (plaats)
Holmstrup is een plaats in de Deense regio Zuid-Denemarken, gemeente Odense. De plaats telt 230 inwoners (2020). Holmstrup ligt aan de spoorlijn Nyborg - Fredericia. Op het station stoppen enkel stoptreinen.